# Empire sikh
1799–1849
Entités précédentes :
- Empire durrani
- Empire marathe

Entités suivantes :
- Compagnie britannique des Indes orientales

L’Empire sikh (en pendjabi : ਖ਼ਾਲਸਾ ਰਾਜ, Khālsā Rāj) était un empire du sous-continent indien, dont la souveraineté s'étendait sur le Pendjab entre 1799 et 1849. Il fut fondé par les Khalsa, un ordre chevaleresque des Sikhs, sous la gouvernance du prince Ranjît Singh,. Il trouve ses origines dans le déclin de l'empire moghol.

## Histoire et dissolution

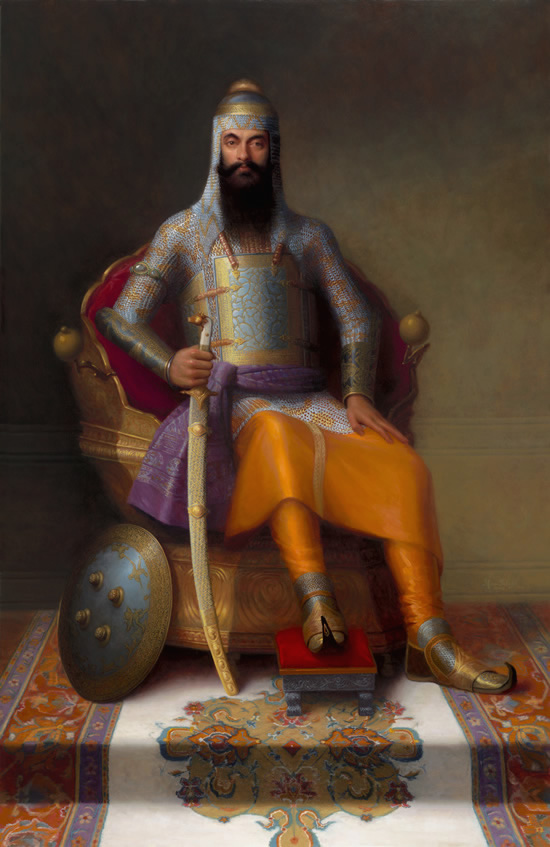
Portrait de Ranjît Singh.

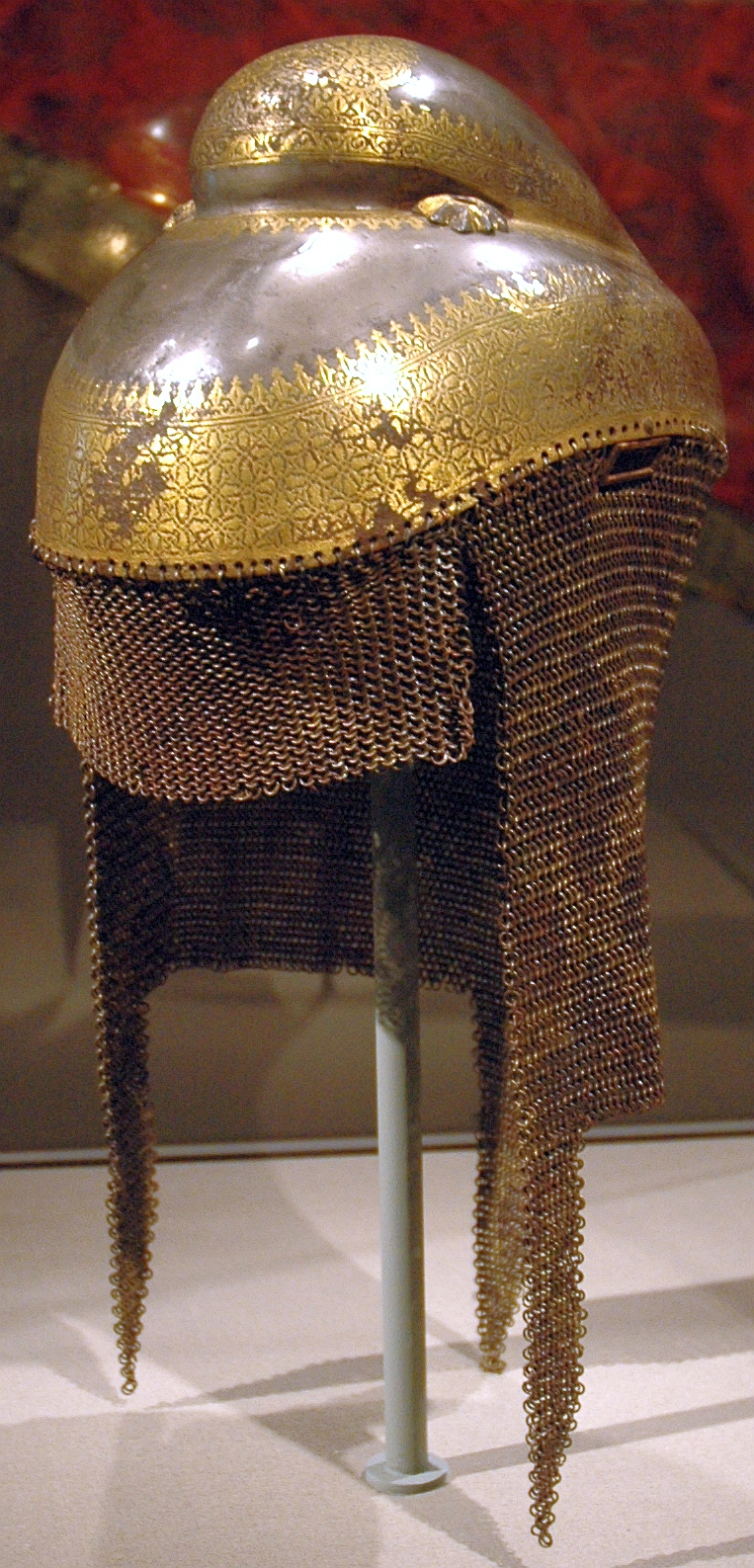
Un casque cotte de mailles porté par les soldats de l'Empire sikh.

Ranjît Singh fut couronné le 12 avril 1801 par Sahib Singh Bedi, un descendant de Gurû Nanak, coïncidant avec le Vaisakhi (fête commémorant l'établissement des Khālsā), créant un État politique unifié sikh. Celui-ci mène une politique de modernisation de son armée, tant en armes qu'en artillerie.
À son apogée au XIXe siècle, il s'étendait à la passe de Khyber à l'ouest, au Cachemire au nord, au Sind au sud et au Tibet à l'est. Après la mort de Singh en 1839, l'empire est affaibli par des divisions internes et une mauvaise gestion politique. Les sikhs étaient minoritaires dans leur propre empire, la majorité de la population étant musulmane, avec une forte minorité hindoue. Même le Pendjab stricto-sensu ne sera jamais majoritairement sikh.
En 1840, l'Empire Sikh avait sans doute environ 60 % de sa population musulmane, les hindous devaient représenter entre 25 et 30 % de la population, et les sikhs entre 10 et 15 % de la population. Le reste des autres minorités religieuses devait représenter entre 3 et 5 % de la population. En 1849, l'État est dissous après sa défaite dans les guerres anglo-sikhes.
En 1947, ce qui correspondait jadis à l'Empire Sikh est divisé en deux lors de la partition de l'Inde: le Pakistan recevra la partie Ouest du Pendjab (peuplé à 75 % par des musulmans), et l'Inde, l'Est du Pendjab (majoritairement hindoue, avec forte minorité sikhe). Le Cachemire sera occupé à près des 2/3 par l'Inde, environ 1/3 par le Pakistan et une petite partie par la Chine (Aksai Chin).

## Subdivisions
L'Empire sikh était divisé en quatre provinces : Lahore, Multan, Peshawar, et le Cachemire de 1799 à 1849.

## Généalogie simplifiée
- Ranjît Singh (1780-1839) 
  - Kharak Singh (en) (1801-1840) 
  - Sher Singh (en) (1807-1843) 
  - Dhulîp Singh (1838-1893) 
    - Victor Duleep Singh (en) (1866-1918)
    - Frederick Duleep Singh (en) (1868-1926)
    - Bamba Duleep Singh (1869-1957)
    - Catherine Duleep Singh (1871-1942)
    - Sophia Duleep Singh (1876-1948)